# DoubleClick
DoubleClick – firma zajmująca się reklamami w internecie, głównie w formie bannerów reklamowych i animacji.
Firma DoubleClick została założona w 1996 i podczas gorączki internetowej była notowana na NASDAQ jako DCLK. W lipcu 2005 została wykupiona przez firmę Hellman and Friedman. 

## Zakup przez firmę Google
13 kwietnia 2007 ogłoszono, że firma zostanie przejęta przez Google za 3,1 miliarda dolarów. Przejęcie sfinalizowano w marcu 2008.
W 2018 roku Google przeprowadziło rebranding DoubleClick, dzieląc go na następujące elementy: DoubleClick Bid Manager, DoubleClick Campaign Manager, DoubleClick for Publishers, AdWords i Google Ad Exchange. W obecnym profesjonalnym kontekście „następcą prawnym” DoubleClick uważane jest narzędzie Campaign Manager 360, które stanowi integralną część Google Marketing Platform.

## Krytyka
Z DoubleClick wiążą się zarzuty o stosowanie ciasteczek do szpiegowania użytkowników. DoubleClick wyświetlając bannery na różnych stronach internetowych zbiera informacje o użytkownikach odwiedzających te strony, w celu dokładniejszego dopasowania wyświetlanych reklam do profilu użytkownika.